# Ponthieva pseudoracemosa
Ponthieva pseudoracemosa är en orkidéart som beskrevs av Leslie Andrew Garay. Ponthieva pseudoracemosa ingår i släktet Ponthieva och familjen orkidéer. Inga underarter finns listade i Catalogue of Life.